# Tiếng Wa
Tiếng Wa hay tiếng Va (tiếng Trung: 佤语; Hán-Việt: Ngõa ngữ; bính âm: Wǎ yǔ) là ngôn ngữ của người Wa (người Va hay Ngõa) ở Myanmar và ở tỉnh Vân Nam (Trung Quốc). Tiếng Wa, theo phân loại gần đây thì thuộc ngữ chi Palaung của ngữ tộc Khasi-Khơ Mú, hay theo phân loại truyền thống là nhánh Bắc của ngữ tộc Môn-Khmer, trong ngữ hệ Nam Á. Có ba biến thể khác nhau, đôi khi được coi là ngôn ngữ riêng biệt. Trong Ethnologue nêu là tiếng Parauk, là tiếng chuẩn đa số; tiếng Võ hay Zhenkang Wa, 40.000 người nói, và tiếng Awa có 100.000 người nói, mặc dù tất cả có thể được gọi là tiếng Wa, Awa, Va hay Võ. David Bradley (1994) ước tính có tổng cộng 820.000 người nói tiếng Wa.